# Automania 2000
Automania 2000 ist ein britischer animierter Kurzfilm von John Halas aus dem Jahr 1963. Der Erzähler des Films ist Ed Bishop.

## Handlung
Im Jahr 2000 verdankt die Menschheit den Wissenschaftlern viel, darunter preiswerten Strom, so viel sie brauchen, und vereinfachten Fischfang: Fische werden selbst am Meeresboden durch einen Roboter eingesaugt und so zu Nahrungsmitteln in Pillenform verarbeitet. Der Fortschritt bringt jedoch auch Probleme mit sich, so haben sich um den hohen Turm des Wissenschaftlers und um die zahlreichen Wolkenkratzer der Stadt Wälle von Autos gebildet, die seit mehreren Jahren nicht von der Stelle gekommen sind. Junge Kinder, die es nie anders kannten, glauben sogar, dass diese Gebilde von übereinandergestapelten Autos schon immer existiert haben.
Tatsächlich begann es mit dem Drang der Menschen, immer längere Autos besitzen zu wollen. Diese wurden bald weltweit in Serie hergestellt und behinderten den Verkehr immer mehr. Auch andere Fahrzeuge, wie der automatische Kinderwagen oder für spezielle Anlässe hergestellte Autos, führten zu einer zunehmenden Verstopfung der Straßen und einem Anwachsen des Autoberges. Die Wissenschaft ruht jedoch nicht und erfindet weiter, da die Bewohner der unteren Autoschichten gerne gesellschaftlich in höhere Autoschichten aufsteigen wollen. Der Autoberg wächst so aufgrund der steten Nachfrage nach Neuwagen. Der Wissenschaftler erfindet schließlich einen Wagen, der sich selbst reproduzieren kann. Dies führt am Ende zum Kontrollverlust des Wissenschaftlers: Der Autoberg wächst selbst über seinen Turm hinaus, und das sich selbst reproduzierende Auto verschlingt den Wissenschaftler.

## Auszeichnungen
Automania 2000 wurde 1964 für einen Oscar in der Kategorie „Bester animierter Kurzfilm“ nominiert, konnte sich jedoch nicht gegen The Critic durchsetzen. Es war der erste britische Animationskurzfilm, der für einen Oscar nominiert wurde.
Der Film erhielt 1964 einen BAFTA als bester Kurzanimationsfilm.